# جیکوب راسموسن
جیکوب راسموسن (انگلیسی: Jacob Rasmussen؛ زادهٔ ۲۸ مهٔ ۱۹۹۷) بازیکن فوتبال اهل دانمارک است.
از باشگاه‌هایی که در آن بازی کرده‌است می‌توان به باشگاه فوتبال امپولی، باشگاه فوتبال سن پائولی، باشگاه فوتبال شالکه ۰۴، باشگاه فوتبال روزنبورگ، و باشگاه فوتبال ادنسه اشاره کرد.
وی همچنین در تیم‌های ملی فوتبال نوجوانان، جوانان و زیر ۲۱ سال دانمارک بازی کرده‌است.